# Tracis
|  | Per a altres significats, vegeu «Gladiador traci». |

Els tracis fou el nom general dels diferents pobles de Tràcia estesos també a l'Àsia Menor (Bitínia), a Dàcia i fins a Il·líria. Eren un poble indoeuropeu els membres del qual compartien un conjunt de creences, una manera de vida i parlaven la mateixa llengua amb variacions i dialectes. La seva civilització, encara mal coneguda, es va desenvolupar des del III mil·lenni aC fins al segle iii aC. La seva cultura, oral, feta de llegendes i de mites, es diferencia de la d'altres pobles d'aquesta època per la creença en la immortalitat (l'orfisme traci relatat per Heròdot).
Els tracis es van estendre al llarg de la història per les regions següents: Romania, Moldàvia, Bulgària, nord-est de Grècia, Iugoslàvia, Turquia  (part  europea), Àustria, Hongria, Alemanya, República Txeca, Eslovàquia, Polònia, Ucraïna (fins al Dnièper), el Volga inferior i Tadjikistan.

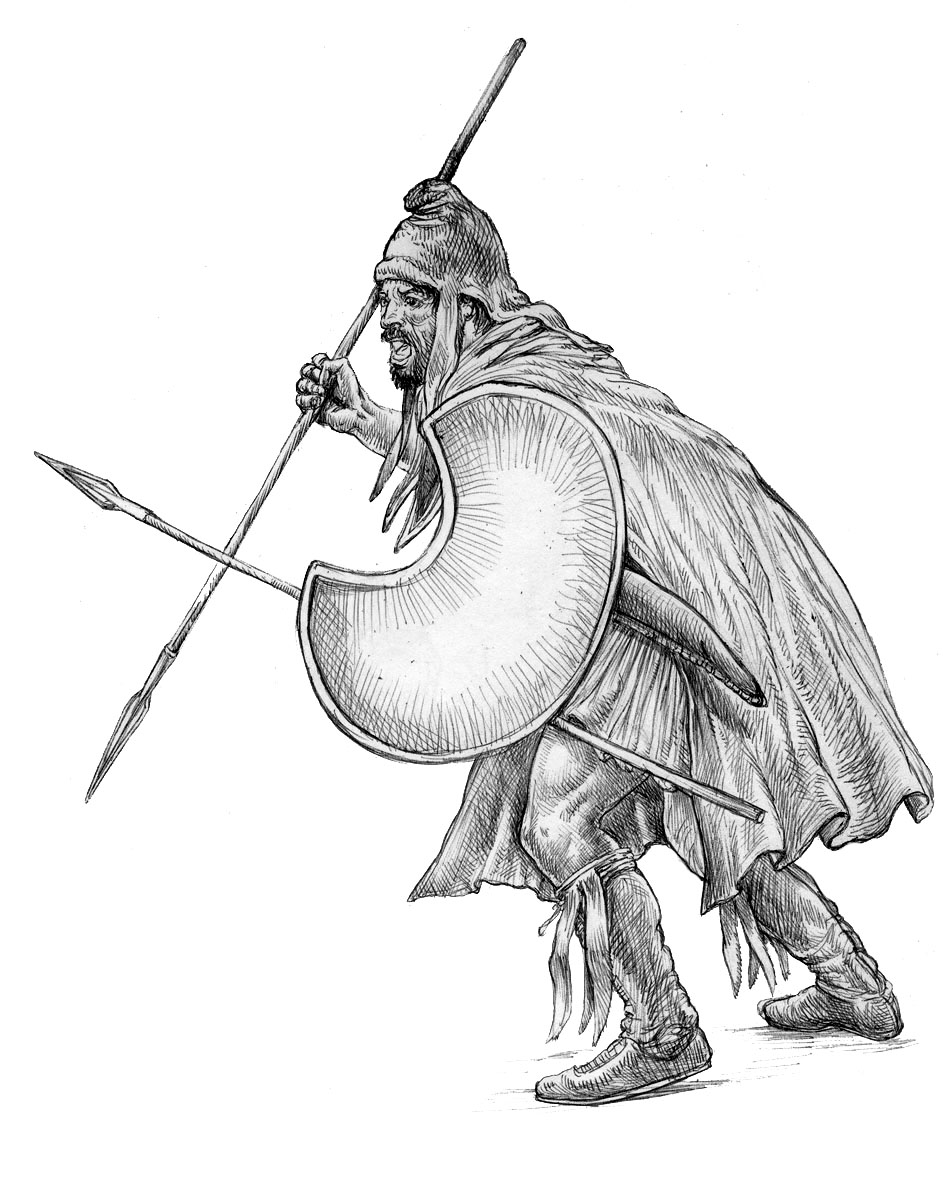
Peltasta traci

## Distribució geogràfica
Vivien en una àrea molt extensa que comprenia la part oriental de la península Balcànica més o menys fins a la vall del Morava, les regions contigües al nord del Danubi (entre les muntanyes dels Carpats i el riu Dnièster), i alguns estreps a l'Àsia Menor. El territori s'estenia d'un costat a un altre dels Balcans, i a la regió dels getes al nord del Danubi fins més enllà del riu Bug.
Les tribus del sud, veïnes dels grecs, van determinar que, més tard, amb el nom de Tràcia fos anomenada la regió actualment dividida entre Grècia, Bulgària i Turquia. Altres noms d'antigues regions habitades pels tracis eren: Moesia, Dàcia, Escítia Menor, Bitínia, Mísia, Panònia i d'altres.

## Història

### Orígens

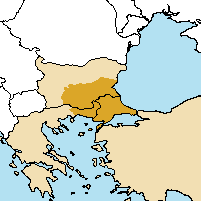
Difusió dels tracis a l'Europa oriental

Traci, en un sentit ètnic, es refereix a diversos pobles antics que parlaven la llengua tràcia, de la branca de la família de les llengües indoeuropees. En alguns noms de poblacions i en la mitologia grega, ha quedat el record precís de canvis ètnics verificats en el sud-est europeu i en les regions adjacents de l'Àsia Anterior, on el pas era facilitat pels estrets.
En la Ilíada, els troians són anomenats dàrdans, nom d'una tribu tràcia que havia ocupat el nord de Macedònia. Els tracis apareixen participant en la Guerra de Troia.
Es pensava que el nom de la regió asiàtica de Mísia derivava del dels tracis misis. També eren d'ètnia tràcia els bitinis establerts a les costes asiàtiques del mar Negre (pont Euxí) i del mar de Màrmara, on van donar nom a la Bitínia.
Pel que fa a les estructures socials, els costums i la vida espiritual de la Tràcia primitiva, només ens podem basar en algun mites grecs que podrien reflectir una concreta realitat històrica: la funció sacerdotal que oficiava el rei, que va ser dipositari i garant dels ritus ocults transmesos de pare a fill. S'ha suggerit que els prototracis, des de l'edat del bronze, van desenvolupar durant segles en els Balcans una barreja de la cultura dels immigrants indoeuropeus i els indígenes neolítics.
Per al període comprès entre finals del 2000 aC i el segle VI aC, la nostra principal font són les tombes, de dolmen cobert amb una pasterada de pedres o amb un túmul de terra. Aquesta última forma va seguir usant-se fins a l'època romana. Heròdot, que va ser el primer a descriure els costums dels tracis, ha detallat el ritu funerari, esmentant la creença en la vida ultraterrenal, impròpia dels grecs de l'època clàssica.

### DelsegleviaCal final delseglevaC

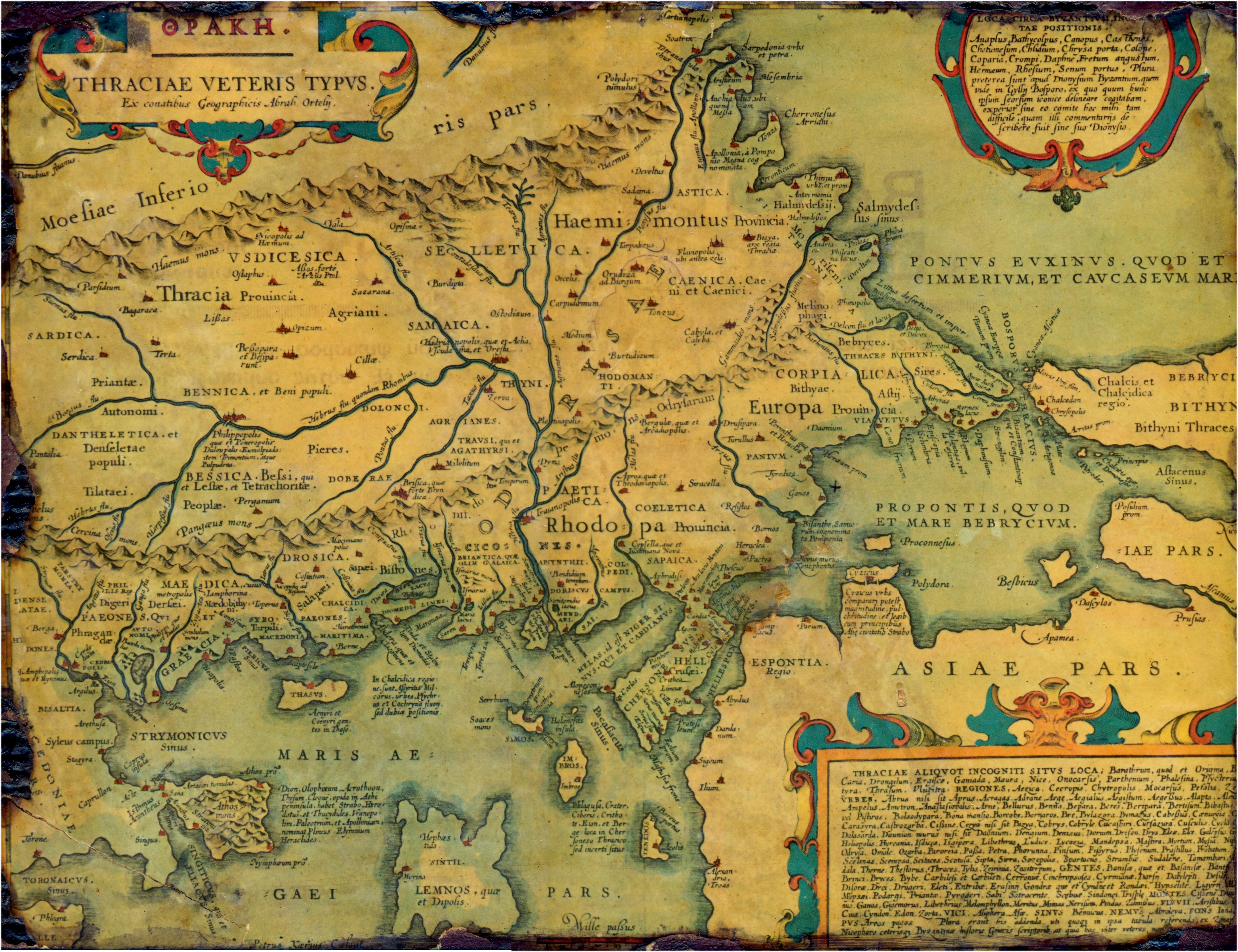
Mapa de l'antiga Tràcia, realitzat el 1585

La civilització tràcia va evolucionar ràpidament a causa de l'expansió colonial grega i l'avanç persa al sud-est europeu. Respecte a les colònies hel·lèniques del mar Negre i de les seves relacions amb els tracis, les més importants de la costa búlgara són les milèsies d'Apol·lònia (Sozòpol) i Odessa (Varna), i la megarenca de Mesèmbria (Nesebar), totes fundades al segle vi aC.
Contemporàniament, el rei persa Darios I el Gran va creuar el Bòsfor amb un enorme exèrcit i va travessar les terres dels tracis per atacar per l'esquena els escites de l'actual Ucraïna.
El seu fill i successor, Xerxes I de Pèrsia, va sotmetre totes les tribus tràcies fins a les muntanyes Ròdopes. Convertida en província del gran Imperi Aquemènida, Tràcia va ser governada per sàtrapes que portaven un vida fastuosa, en residències principesques ben emmurallades. L'aristocràcia dels tracis va imitar els seus costums i així es van intensificar les relacions amb les ciutats gregues de la regió, on es van produir objectes sumptuaris per al mercat traci.
Segons Heròdot, al segle v aC, la presència tràcia era tan amenaçadora, que els considera el segon poble més nombrós i ramificat del món conegut, darrere dels indis, i que només pel seu individualisme tribal no aconseguien unificar-se en una gran potència.
Raonament desmentit per la formació del Regne dels odrisis, una tribu de les muntanyes Ròdope orientals, sorgida després que els perses derrotats abandonessin definitivament Tràcia. El Regne odrisi va tenir una llarga vida (formalment, fins a la constitució de la província romana), però ja a finals del segle v aC estava dividit en dues parts i després va reduir-se cada vegada més.

## Segles IV i III aC

### Arqueologia

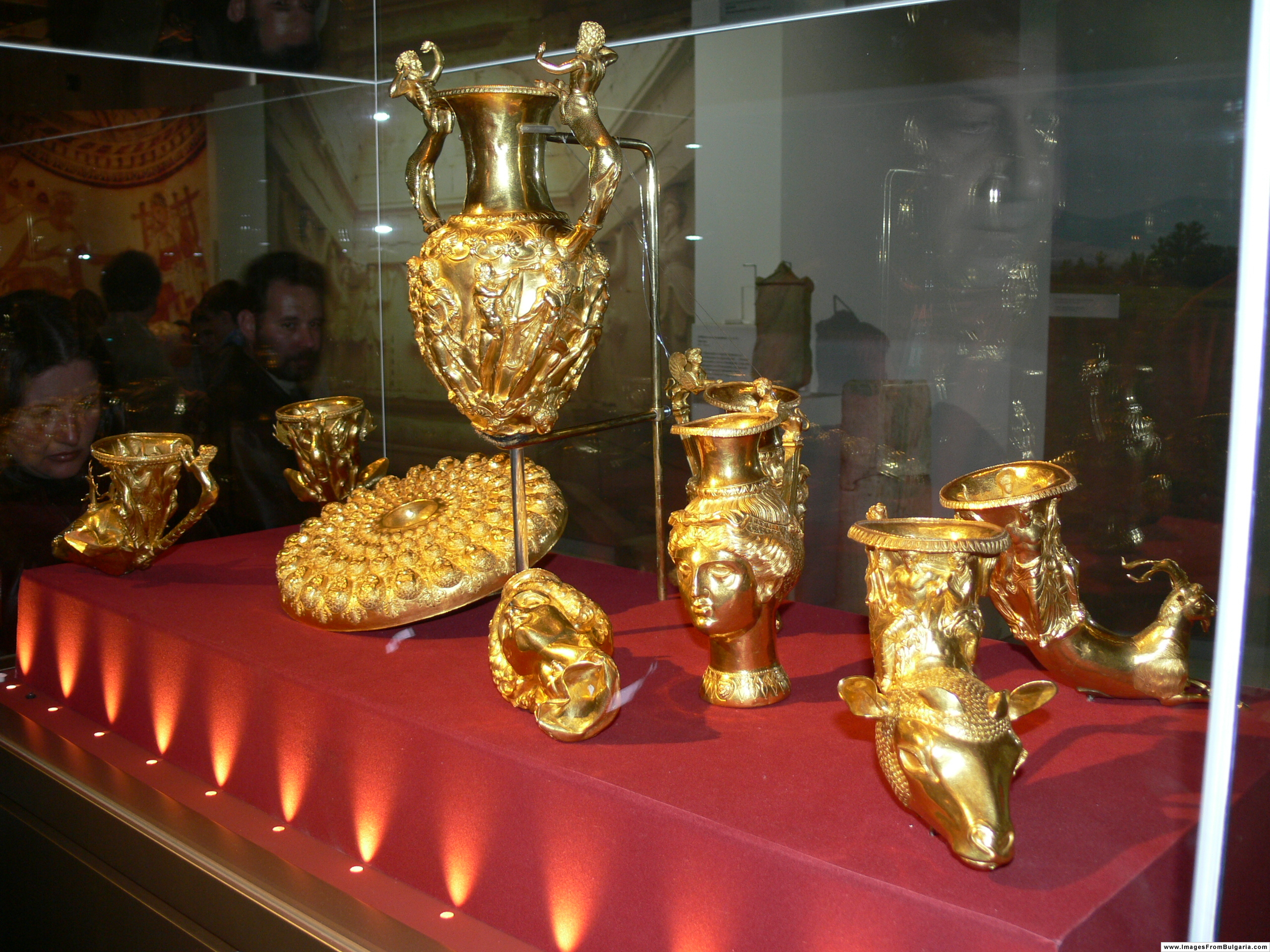
Tresors tracis de Panagyurshiste, Bulgària. Van ser trobats en una excavació el 8 de desembre del 1949 per tres germans, Pavel, Petko i Michail Deikovs

Entre els segles VI aC i III aC, la principal font arqueològica sobre els tracis continua sent proporcionada per les tombes:
- Els túmuls: molts n'eren una àmplia construcció circular coberta amb falsa cúpula. Amb el mateix sistema, estava realitzada la volta del corredor d'accés, de vegades precedit per un vestíbul. Els blocs, perfectament llaurats i disposats, denoten un gran progrés en la tècnica constructiva.

Aquestes tombes van començar a difondre's des de l'àrea odrísia dels Ròdope orientals i la majoria es remunten al segle v aC, quan els odrisis van aconseguir el cim del seu poder. La forma i la tècnica dels murs de les tombes mostren evidents afinitats amb les tombes de tholos micèniques, però és difícil que aquestes hagin estat imitades, donada la diferència cronològica amb les tràcies.

### Història

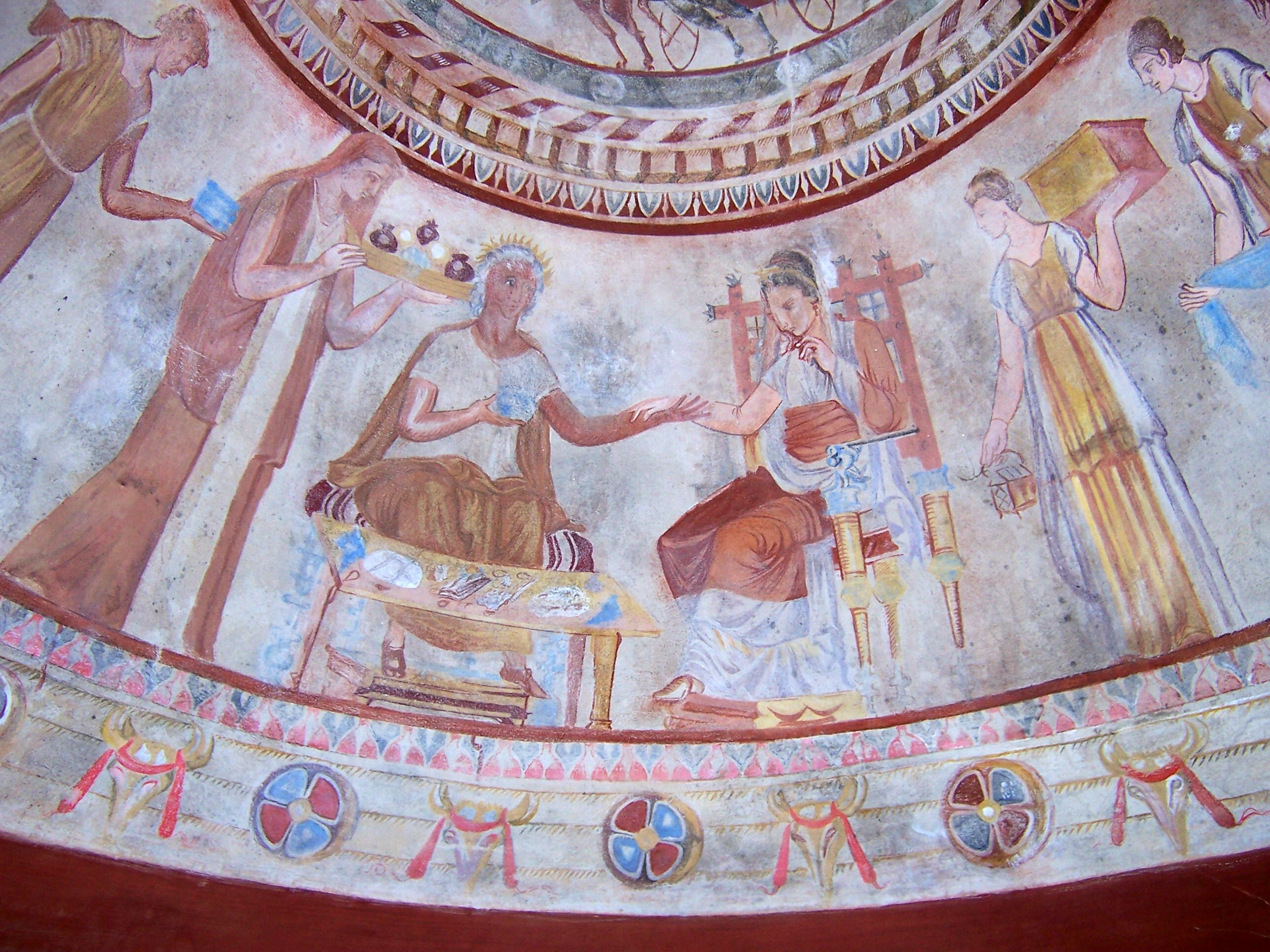
Reproducció de la tomba tràcia de Kazanlak

Tràcia, al segle iv aC, es va veure involucrada en la política expansionista dels sobirans macedonis: Filip II va annexionar primer el regne limítrof dels tracis, després el dels odrisis orientals i finalment les ciutats gregues de la costa.
Neixen com a colònies macedònies les ciutats de Plòvdiv (fundada amb el nom de Filípopolis i a la qual els tracis van anomenar Pulpudeva) i de Stara Zagora (Beroe). Altres colons macedonis s'estableixen en els assentaments odrisis de Kabyle i Drongilon.
Tràcia es va convertir en una província macedònia que Alexandre el Gran va ampliar portant-ne els límits al Danubi, encara que va reconèixer l'autoritat local dels reis rendits.
Després de la mort d'Alexandre, Tràcia es va disgregar entre les tendències separatistes dels diàdocs i la resistència dels diferents pobles sotmesos.
El governador Lisímac de Tràcia va assumir el títol de rei en el 305 aC, però compromès en els conflictes entre diàdocs, no va aconseguir doblegar els tracis, amb els quals va estar en contínua lluita.
En el 278, tres anys després de morir Lisímac, els celtes es van dirigir cap als Balcans i, després de la derrota de Delfos, van girar cap a Tràcia, on van fundar el Regne de Tule, d'ubicació incerta, al Maritsa o a les muntanyes Strandja. Aniquilen l'aristocràcia indígena i la seva dominació dura fins al 216 aC.

## L'ocupació romana
En aquesta època, l'àrea de l'actual Bulgària estava repartida en diverses províncies, amb límits modificats en diferents ocasions, no sempre coneguts amb exactitud.

### Província de Moesia
Al nord, entre els Balcans, el Danubi i el mar Negre, estava Moesia, de la qual formaven part també les regions contigües entre Sèrbia i Bulgària, probablement fins al riu Drina, i gairebé tota la Dobruja romanesa.

#### Història
A la primera meitat del segle ii, els emperadors Hadrià i Trajà en van promoure la urbanització, també per reactivar l'economia de regions fèrtils que les guerres dàcies havien devastat.
Així, a la Mèsia inferior, es van fundar les ciutats de Nicòpolis del Danubi (en record de la victòria sobre els dacis al sud del Danubi) i de Marcianòpolis.
A la Moesia Singidinum, corresponent a l'actual Belgrad, a la confluència del Danubi i del Sava, va estar el castre romà de la Legio IV Flavia Felix. S'han identificat trams de les muralles romanes sota el mur est de la ciutat alta.
Entre les regions de Romania que es van incloure en l'Imperi Romà, la primera va ser Dobruja, annexada al segle i a la província al sud del Danubi de Moesia. Segurament, August n'havia previst l'annexió, en el seu projecte de portar el límit al Danubi. No obstant això, no es va realitzar fins molt més tard com a resultat d'un procés gradual. Una primera intervenció va ser motivada per una gran migració de germànics bastarns a la península Balcànica, resistida amb èxit el 28-29.
En aquesta ocasió, les tribus getes de Dobruja, que s'havien oposat a les accions romanes sobre el seu territori, van ser sotmeses i assignades al Regne odrisi de Tràcia, reconstituït com a estat vassall. Aquesta mesura temporal va permetre consolidar la situació de la Panònia, mentre una zona amortidora allunyava les poblacions tràcies de més enllà del Danubi i els nòmades sàrmates dispersos a les estepes septentrionals del Regne del Pont.
Les colònies gregues, formalment independents, van entrar en l'esfera de l'autoritat romana, però la situació del baix Danubi seguia tensa: contínues corregudes mantenien el Regne odrisi i les ciutats de la costa en un clima de terror, del qual queda ressò en els versos escrits per Ovidi durant el seu exili a Tomis.
Dominada la revolta panònica de l'any 9, es va passar a la gradual consolidació del poder romà al baix Danubi: després d'una campanya conduïda pel general Eli Cató, 50.000 getes de la plana de Valàquia van ser traslladats al sud del Danubi i declarats súbdits de l'Imperi Romà.
Les excavacions a les fortaleses getes de Popeşki i a d'altres de la franja riberenca septentrional han confirmat que les mesures radicals de Cató van despoblar la zona per complet.
No obstant això, només després que van ser dominats els últims focus de resistència de Moldàvia, el Regne odrisi va ser suprimit i unit a l'imperi per decisió de Claudi: amb la zona sud dels Balcans, es va constituir la província de Tràcia, mentre que la del nord, compresa Dobruja, va ser annexionada a la província de Moesia, ja creada per Tiberi l'any 15, al territori de Sèrbia.
Més tard, Moesia va ser dividida en dues províncies per Trajà, la Moesia superior i la Moesia inferior. Aquesta última s'estenia des del riu Loms (a Bulgària) fins al mar Negre.
La notorietat de Tomis està vinculada al nom d'Ovidi, que hi va pagar amb l'exili perpetu la famosa imprudència del carmen et error.

### Província de Tràcia
Al sud dels Balcans s'estenia Tràcia que, no obstant això, havia de superar-los en algun punt i a la qual, després, es va unir el Quersonès traci (actual província de Gal·lípoli).

#### Història
Després de la retirada dels celtes, les regions costaneres van ser disputades entre els monarques hel·lenístics, fins que els acords d'Apamea (Síria) (188 aC), estipulats en la conclusió de la guerra entre Roma i Antíoc el Gran de Síria, assignaren el Quersonès traci al regne filoromà de Pèrgam. Així, va començar a introduir-se Roma, que va estendre el seu protectorat a les ciutats gregues de la costa pòntica.
A la primera meitat del segle ii aC, es van fundar les ciutats de Plotinòpolis, Trajanòpolis i d'altres. Centres preexistents, com Sàrdica (l'actual Sofia) i Filípolis, són fundats de nou.
En el 133 aC, el Regne de Pèrgam passa per testament als romans i després és annexionat el Quersonès traci, respectant l'autonomia de les colònies.
Van quedar independents les regions de l'interior, on sobrevivia el Regne odrisi, més tard reforçat com a protectorat romà, per allunyar l'amenaça de les incursions de getes i altres poblacions de més enllà del Danubi.
El regne autònom odrisi va ser suprimit en els anys 44-46 per l'emperador Claudi, i en el seu lloc van ser instituïdes les províncies de Mèsia i Tràcia, aquesta última amb el Quersonès, anteriorment unit a Macedònia. La capital de Tràcia va ser Perint, a la Turquia europea.

### Província de Macedònia
A l'oest, els territoris entre els rius Struma i Mesta, possessions tràcies del riu macedoni, estaven annexionades a la província romana de Macedònia.

#### Història
Cal citar la ciutat de Scupi, a 5 km al nord-oest de l'actual Skopje. Antiga ciutat dels dàrdans sobre el riu Vàrdar (antic Axios), va ser ocupada des del segle ii aC pels romans. Es va convertir en colònia amb el nom de Colònia Flavia Aelia Scupi, amb Hadrià. Els tracis de la Dàcia van formar un poderós regne, al segle i aC, sota el rei berber.

## Extinció de l'ètnia i l'idioma dels tracis

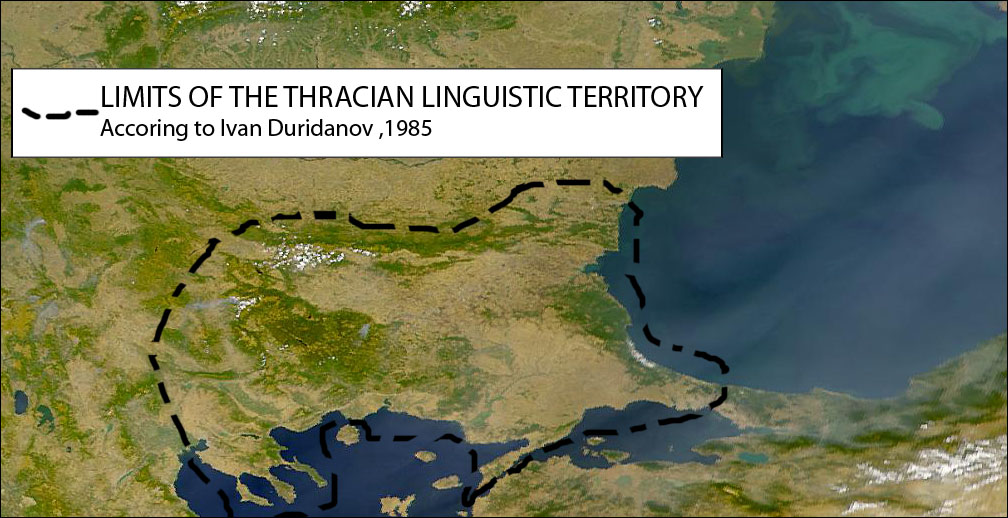
Mapa de l'extensió geogràfica de l'idioma traci

La majoria dels tracis o bé van ser hel·lenitzats (la província de Tràcia) o romanitzats (Dàcia, etc.). No obstant això, potser existien petits grups de tracis quan van arribar els eslaus als Balcans al segle vi.

## Tracis i micènics
Del 21 al 26 de setembre del 1984, es va fer el Quart Congrés Internacional de Tracologia al Museu Boymans-van Beuningen de Rotterdam (Països Baixos). El congrés va ser organitzat per la Fundació Henri Frankfort, institució privada, el principal propòsit de la qual és augmentar l'estudi de la prehistòria i de la protohistòria mediterrànies. L'obertura del simposi va ser el 24 de setembre i fou dirigit pel ministre d'Educació i Ciència, Dr. W. J. Deetman.
En el simposi de nom "Tracis i micènics", es van sostenir discussions relatives a les potencials interrelacions ètniques, culturals, religioses i lingüístiques entre els prototracis i els protogrecs (per exemple, els micènics). Es va arribar a la creença que, entre ambdós grups, ja que van viure a la mateixa zona geogràfica, van existir interrelacions en el passat. Segons Alexander Fol, el concepte de "Tràcia micènica" va ser desenvolupat per primera vegada el 1973 per explicar la relativa unitat cultural entre els tracis i els micènics.

## Tribus
- Etensis.